# Psicotraumatologia
La psicotraumatologia è la clinica del trauma psicologico, intesa sia nel versante psichiatrico che psicologico.

## Ambiti teorici
In ambito psicologico-clinico, la psicotraumatologia è spesso indebitamente confusa con la psicologia dell'emergenza, di cui però la psicotraumatologia rappresenta solo una delle declinazioni operative, nelle (del resto non frequenti) situazioni in cui le reazioni ad un evento acuto si cristallizzino e strutturino, sino a costituire un vero e proprio trauma psicologico. La psicotraumatologia si occupa quindi delle forme di disturbo acuto da stress (ASD) e di disturbo post traumatico da stress (PSTD), demandando invece alla più vasta psicologia dell'emergenza tutti gli aspetti comunicativi, sociali, organizzativi, di "pronto soccorso psicologico" (psychological first aid) e di "supporto sulla scena" degli eventi critici e delle situazioni di crisi.
L'obiettivo dell'intervento psicoterapeutico di tipo psicotraumatologico è quindi quello di ridurre o eliminare i sintomi post-traumatici, anche attraverso un'integrazione e rielaborazione di un "significato coerente" rispetto all'esperienza vissuta. Nella maggior parte degli approcci psicotraumatologici, infatti, il trauma psicologico viene concettualizzato come l'impossibilità di costruire un significato coerente rispetto all'inaccettabilità ed inelaborabilità psicologica degli eventi occorsi all'individuo.
In tempi recenti, si è introdotta la categoria diagnostica di "Disturbo post-traumatico da stress complesso" (Complex PTSD). Essa accomuna molti pazienti che hanno avuto una storia di sviluppo traumatico.

## Modelli di intervento
Esistono diversi approcci clinici, basati spesso su differenti paradigmi teorici, per il trattamento dei traumi psicologici; alcuni di questi approcci psicoterapeutici propongono schemi protocollizzati di intervento "ad hoc", mentre in altri casi vi è un adattamento di modelli terapeutici "generali", che vengono specificatamente riorientati alla gestione della problematica post-traumatica.
Tra i più diffusi approcci psicotraumatologici, vi sono quelli di derivazione cognitivo-comportamentale, la Narrative-Exposure Therapy (NET), ed alcuni approcci psicodinamici.
In quest'ottica, si è venuta a creare una diversa interpretazione del senso dell'intervento psicotraumatologico nella letteratura scientifica ad orientamento dinamico rispetto a quello cognitivo-comportamentale. Nella NET, negli approcci dinamici ed in quelli cognitivo-comportamentali a sottoindirizzo costruttivista l'intervento psicotraumatologico è inteso come un supporto alla rielaborazione degli affetti, delle narrazioni e delle rappresentazioni traumatiche, attraverso il tentativo di ricostruirne dei significati esperienziali coerenti con gli eventi occorsi; negli approcci cognitivo-comportamentali classici il focus è invece sulla semplice riduzione dei sintomi, attraverso procedure di ristrutturazione cognitiva o esposizione comportamentale.